# 火龙岗站
火龙岗站曾名芜湖南站，是位于安徽省芜湖市弋江区火龙街道的一个铁路车站，有宁铜铁路、皖赣铁路经过该站，站内设有皖赣铁路0公里标，以及宁铜铁路125公里标。车站隶属中国铁路上海局集团有限公司，现为三等站，现仅办理货运及通勤职工乘降业务。

## 概要
车站于1961年5月作为芜铜铁路的一部分开始办理客运业务，原名火龙岗站。当时车站设有3条股道，1973年皖赣铁路在此接轨后增加4条股道:108。
1993年3月，车站更名为芜湖南站。2001年11月1日，车站停办危险品运输业务，后又于2003年1月5日停办客运及行包业务:136。
2020年6月25日起，车站名称改回火龙岗站。
目前火龙岗站站场设有2条正线、3条到发线和2条货物线，以及2座客运站台:136。车站站场及其皖赣铁路上下行区间为电气化铁路，铜陵方向为单线非电气化铁路。目前车站货运办理整车货物运输及专用线整车到发业务，到发货物种类主要以钢铁、金属、化工、化肥、粮食及矿建类为主，站场设有通往中铁四局第八工程分公司机械物资存放基地和芜湖新兴铸管的专用线；此外车站每日还有一对前往倒湖站和芜湖站的路用通勤列车8467/8470次列车停靠。